# 横須賀芸術劇場

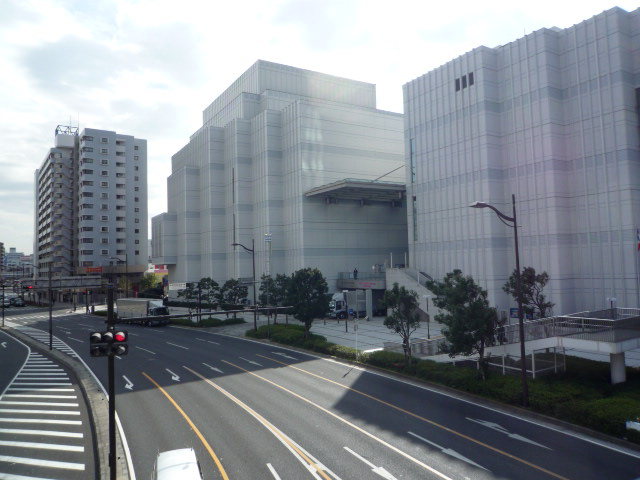
国道16号線上の歩道橋から見た外観

横須賀芸術劇場（よこすかげいじゅつげきじょう）は、神奈川県横須賀市にある横須賀市立の劇場施設。ベイスクエアよこすか一番館（鉄骨鉄筋コンクリート造、地上20階地下3階建て）の地下2階から地上8階に位置する。
馬蹄形のオペラハウス仕様のホールであるよこすか芸術劇場と、可動式のステージで多目的の公演が可能なヨコスカ・ベイサイド・ポケットからなる。横須賀市が施設を設置し、指定管理者として公益財団法人横須賀芸術文化財団が管理運営している。1994年2月、米海軍下士官兵集会所（通称：EMクラブ）の跡地に開館した。設計は東京都庁等を手がけた丹下健三。

## 施設概要

### よこすか芸術劇場
- 1,806席（2,000人収容）[2]
- スライド式完全3面舞台
- 残響時間2.3秒（反響板なしの場合1.7秒）。
- 楽屋（13室）[2]
- クローク、劇場オリジナルグッズ販売コーナー、カフェ・カウンターなど

### ヨコスカ・ベイサイド・ポケット
舞台は可動式で、小劇場仕様、アリーナ仕様、張り出し仕様、ステージなしの平土間などに設定可能。残響時間は、オープンステージの場合1.4秒、プロセニアム仕様の場合1.1秒。
- 574席（850人収容）[2]
- 楽屋（4室）[2]
- カフェカウンターなど
- リハーサル室（大・小 各1室、ピアノ常設）

## トピックス
- 友の会があり、チケットの優待販売や協力店でのサービスなどが受けられる。
- 劇場専属のアマチュア合唱団「横須賀芸術劇場合唱団」と「横須賀芸術劇場少年少女合唱団」がある。
- 例年、神奈川県吹奏楽コンクールの会場になっている。また、上位大会である東関東吹奏楽コンクールの会場として使われる機会も多い （神奈川・千葉・茨城・栃木各県のいずれかのホールが会場として選定されるため、毎年 同ホールが利用されるわけではない）。
- 特定天井改修工事のため、2024年7月から2026年8月頃まで長期休館予定（ヨコスカ・ベイサイド・ポケットを除く）[4]。

## 周辺
- 汐入駅
- メルキュールホテル横須賀
- コースカベイサイドストアーズ（旧称：ショッパーズプラザ横須賀）
- どぶ板通り